# Max Taut
Max Taut (n. 15 mai 1884, Königsberg - d. 26 februarie 1967,  Berlin), a fost un arhitect german, reprezentant important al expresionismului și al modernismului în arhitectura germană a secolului XX.
Max Taut a fost aidoma fratelui său mai mare, Bruno Taut, arhitect și sculptor, fiind angrenat în activitatea de proiectare și construcții în anii 1920 prin intermediul firmei sale de construcții.  A fost membru al grupării "Gläserne Kette", Novembergruppe și al mișcării avangardiste arhitecturale "Die Zehnerringen".
Printre alte lucrări, clădirea Verbandshaus der Deutschen Buchdrucker, construită între 1924 - 1926, situată pe strada Dudenstraße din Berlin (la adresa de astăzi, Dudenstraße 10, D - 10965 Berlin) și, respectiv, clădirea Warenhaus der Konsumgenossenschaften, realizată între 1929 - 1932, în locul numit Oranienplatz, de asemenea în Berlin, sunt expresii ale stilului său personal și al aportului arhitectului la expresionismul modernist.

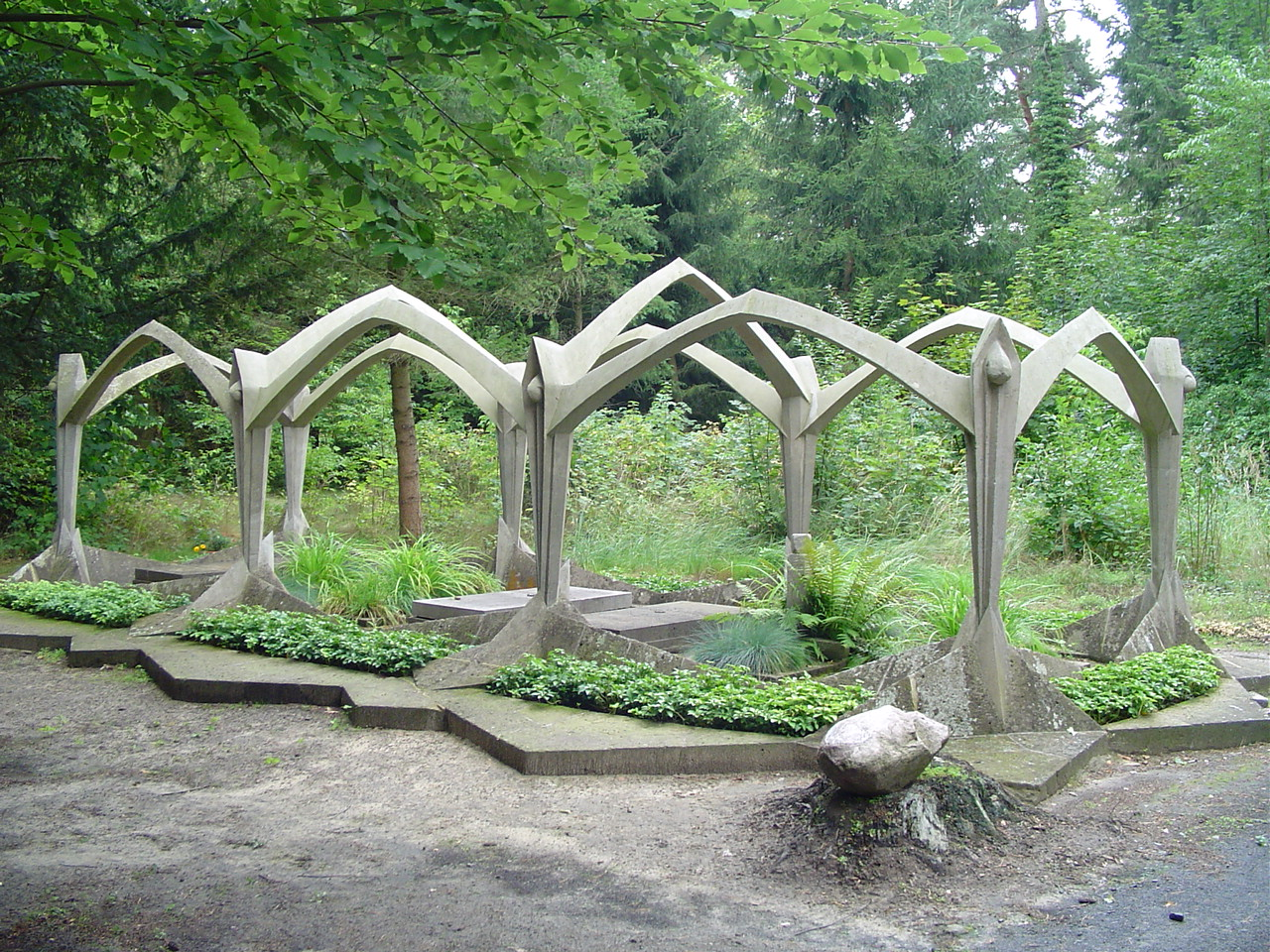
Sculptură de Max Taut

După ce de-al doilea război mondial, Max Taut a participat la crearea unei noi școli de arhitectură ca parte a Universtății Artelor din Berlin (Universität der Künste in Berlin).    Printre cele mai reprezentative lucrări postbelice se numără și complexul de locuințe Reutersiedlung din Bonn (1948 - 1952) și școala secundară Ludwig-Georgs-Gymnasium din Darmstadt (1951 - 1955).

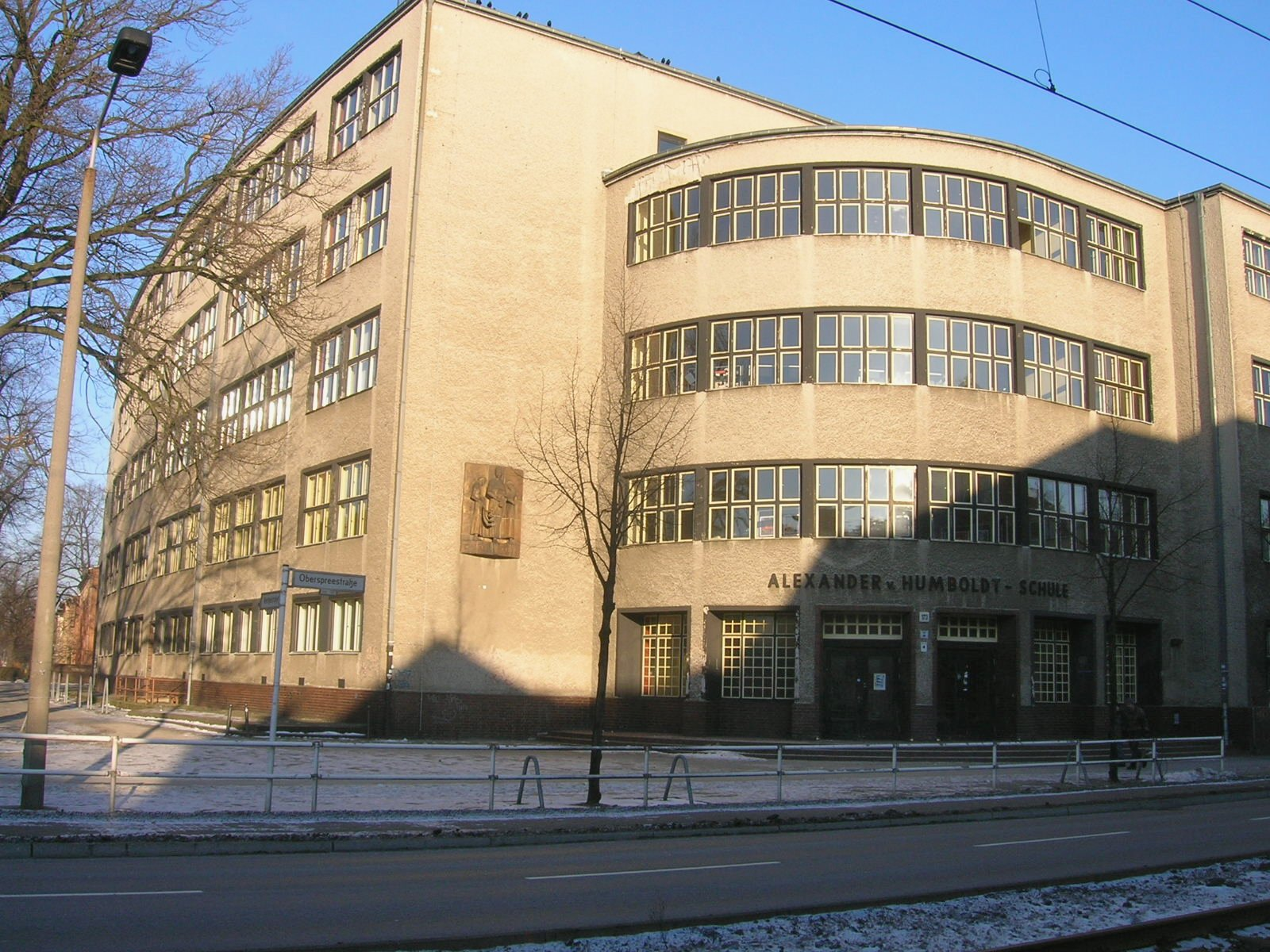
Alexander-von-Humboldt-Oberschule, Berlin, autor Max Taut

1. ↑  Max Taut (în engleză), Union List of Artist Names
2. ↑  Max Taut (în engleză), Open Library
3. 1 2  Autoritatea BnF, accesat în 10 octombrie 2015
4. ↑  Max Taut, NUKAT
5. ↑  Max Taut, RKDartists, accesat în 9 octombrie 2017
6. ↑   http://arch-pavouk.cz/index.php/architekti/1517-taut-max, accesat în 7 mai 2023 Lipsește sau este vid: |title= (ajutor)
7. ↑  Union List of Artist Names, 2 martie 2019, accesat în 21 mai 2021
8. ↑  Czech National Authority Database, accesat în 1 martie 2022